# Zeus (riblji rod)
Zeus, rod morskih riba iz porodice kovački (Zeidae). nema ih jedino uz američkiu obalu, dok su po ostalim krajevima poznati. Ovaj rod poznat je po po u kulinarstvu veoma traženoj ribi poznatoj kao šanpjer ili kovač (Zeus faber) koju je opisao Linnaeus još davne 1758. godine. Druga versta je Zeus capensis Valenciennes, 1835. 
Obje vrsta nasrastu do 90 centimetara, a živi obično pri dnu gdje se hrane drugim ribama, glavonošcima i rakovima.